# Amaranthus pumilus
Amaranthus pumilus là loài thực vật có hoa thuộc họ Dền. Loài này được Raf. mô tả khoa học đầu tiên năm 1808.